# Крыгина, Надежда Евгеньевна
Надежда Евгеньевна Крыгина (род. 8 сентября 1961, дер. Петрищево, Курская область, РСФСР, СССР) — советская и российская певица, исполнительница русских народных песен; народная артистка Российской Федерации (2012).

## Биография
Надежда Крыгина родилась в 1961 году в деревне Петрищево (Черемисиновский район, Курской области). О себе певица говорит так: «У нас в Курской области, в соловьином краю, люди рождаются вместе с песней. Вот и я пою — сколько себя помню. С детства знаю: чтобы спеть песню, красиво спеть, нужно не любоваться своим голосом, а петь душой и сердцем». И певица следует этому золотому правилу всю свою творческую жизнь.
Школы в Петрищеве не было, и детям приходилось каждый день пешком преодолевать по 12 километров в одну сторону. Поэтому родители отдали Надю в интернат, где она жила пять дней, а на выходных возвращалась домой.
В 1981—1991 годах — артистка ансамбля «Россияночка». С 1991 года — солистка-вокалистка «Москонцерта».
В 1983 году Крыгина окончила отделение народного пения в Московском музыкальном училище им. Ипполитова-Иванова. С 1985 по 1990 годы Крыгина совершенствовала своё профессиональное мастерство в Государственном музыкально-педагогическом институте им. Гнесиных по классу вокала.
В 2019—2020 годах участвовала в проекте «Ну-ка все вместе!», где являлась одной из ста членов жюри.
30 сентября 2021 года состоялся юбилейный вечер Крыгиной «Вера, Надежда, Любовь» в Москонцерт Холле.
В конце октября 2021 года Крыгина спела на вечере, посвящённом 90-летию «Москонцерта».
В пятницу 23 сентября 2022 года была в жюри музыкального шоу «Ну-ка, все вместе!» на телеканале Россия-1.
В феврале 2022 года артистка стала гостьей передачи «Судьба человека», где откровенно рассказала о жизненных взлетах и падениях. На март 2022 года было запланировано выступление Надежды Крыгиной в Кремлёвском дворце. 3 декабря 2022 года состоялся концерт Надежды Крыгиной в Москве в Государственном Кремлёвском Дворце. 
В репертуаре Крыгиной более 700 песен. Сотрудничает с ансамблем «Русский берег». В репертуаре имеются песни русской певицы — Надежды Плевицкой. Является приглашённой солисткой Государственного академического русского народного ансамбля «Россия» имени Л. Г. Зыкиной.
Певица не теряет связей с родной землёй, постоянно выступает с концертами в Курске, в том числе, на фестивалях им. В. Гридина.
14 сентября 2021 года губернатор Курской области Роман Старовойт наградил Крыгину медалью «За заслуги перед Курской областью 1 степени».
В октябре 2021 года Крыгина награждена Международной первой премией им. Сергея Есенина, в номинации — «Певческое слово».
2 сентября 2024 года в Новосибирске состоялась премьера короткометражного художественного фильма «Апельсин»в котором Надежда Крыгина снималась роли няни.

### Личная жизнь
Была замужем за бывшим мужем Людмилы Зыкиной композитором и баянистом; народным артистом РСФСР — Виктором Гридиным (1943—1997).
Живёт и работает в Москве. Детей нет.

## Награды
- Лауреат Всесоюзного конкурса артистов эстрады (1983)
- Лауреат 1-го Всероссийского конкурса «Голоса России», 1-я премия им. Лидии Руслановой (1990)
- Заслуженная артистка Российской Федерации (29 декабря 1994) — за заслуги в области искусства[5]
- Народная артистка Российской Федерации (2012)[1]
- Почётный академик Национальной гуманитарной академии — за неоспоримый вклад в национальное искусство Российской Федерации[6][7]
- Международная литературная премия имени Сергея Есенина «О Русь, взмахни крылами». 1-е место в номинации «Песенное слово» (2021)[8]
- Орден Дружбы (ПМР) (2021)[9]